# Carambeí
Carambeí est une municipalité brésilienne située dans l'État du Paraná.

## Personnalités
- Jean Pedroso (2004-), footballeur brésilien, y est né.